# Cinebar (Washington)
Cinebar es un área no incorporada ubicada en el condado de Lewis en el estado estadounidense de Washington.

## Geografía
Cinebar se encuentra ubicado en las coordenadas 46°36′15″N 122°31′54″O / 46.60417, -122.53167.